# Lilienthal Island
Lilienthal Island ist eine kleine Insel vor der Budd-Küste des ostantarktischen Wilkeslands. In der Gruppe der Donovan-Inseln in der Vincennes Bay liegt sie unmittelbar nördlich von Glasgal Island.
Luftaufnahmen der US-amerikanischen Operation Highjump (1946–1947) dienten einer ersten Kartierung. Der US-amerikanische Polarforscher Carl R. Eklund benannte sie 1957 nach Billie R. Lilienthal (1936–2017) von der United States Navy, der in jenem Jahr als Aerograph auf der Wilkes-Station tätig war.